# 丹寨話
丹寨話（本地發音：[tjia˧ ʦai˩˧ xua˩˧），指貴州省丹寨縣的漢語方言。中國語言地圖集（第一版）和ISO 639標準都劃入西南官話黔南片，新版分區依照李藍研究，劃入桂柳片黔南小片。丹寨縣人口以苗族為主，包括水族、侗族等總計少數民族佔比80%以上，但各民族間普遍使用漢語丹寨話作爲跨民族交際用語以及公共用語。

## 音韻

### 声母
不按實際音值精確記音，而是將音位變體合併來考量，丹寨話共有22個聲母（含零聲母）。
|        |        | 雙唇   | 唇齒 | 齒後   | 齒齦  | 硬腭   | 軟腭  |      |
| ------ | ------ | ------ | ---- | ------ | ----- | ------ | ----- | ---- |
| 塞音   | 不送氣 | p 步   |      |        | t 到  |        | k 古  |      |
| 塞音   | 送氣   | pʰ 怕  |      |        | tʰ 太 |        | kʰ 口 |      |
| 塞擦音 | 不送氣 |        |      | ts 支  |       | tɕ 經  |       |      |
| 塞擦音 | 送氣   |        |      | tsʰ 吃 |       | tɕʰ 丘 |       |      |
| 鼻音   | 鼻音   | m 女白 |      |        | n 硬  |        | ŋ 櫻  |      |
| 邊音   | 邊音   |        |      |        | l 連  |        |       |      |
| 擦音   | 清     |        | f 鬍 | s 四   |       | ɕ 蛇   | x 化  |      |
| 擦音   | 濁     |        | v 雨 | z 肉   |       |        | ɣ 二  |      |
| 零聲母 | 零聲母 | 0 熱   | 0 熱 | 0 熱   | 0 熱  | 0 熱   | 0 熱  | 0 熱 |

注：
1. [v]唇齒濁擦音顯著。
2. [n][l]與北京話發音相同，[n]鼻音明顯。
3. [tɕ][tɕʰ][ɕ]在撮口呼前是[t͡ʃ][t͡ʃʰ][ʃ]。
4. [k][kʰ][x][ŋ]在齊齒呼前是[c][cʰ][ç][ɲ]，實際發音中存在的其他腭化輔音如[tj]、[pj]等也處理爲在齊齒呼前的條件變體。

### 韵母
丹寨話共有33個韻母。
|        | 開尾 | 開尾  | 開尾  | 開尾  | 元音尾 | 元音尾   | 元音尾 | 元音尾   | 元音尾  | 鼻音尾  | 鼻音尾 | 鼻音尾 |
| ------ | ---- | ----- | ----- | ----- | ------ | -------- | ------ | -------- | ------- | ------- | ------ | ------ |
| 开口呼 | ɿ 知 | ɤ 去  | a 巴  | o 各  | ɛi 堆  | ai 擺    | au 包  | əu 走    |         | ən 等   | ɑŋ 幫  | oŋ 朋  |
| 齐齿呼 | i 序 | iɛ 邊 | ia 班 | io 鑰 |        | iɛi 介文 | iau 標 | iəu 局白 | iu 局文 | in 兵   | iɑŋ 良 | ioŋ 窮 |
| 合口呼 | u 豬 | uɤ 官 | ua 抓 |       |        | uai 揣   |        |          |         | uən 春  | uɑŋ 光 |        |
| 撮口呼 | y 居 | yɛ 絕 | ya 關 |       |        |          |        |          |         | yn 春白 |        |        |

注：
1. [ɤ]舌位偏央，[uɤ]接近[ʉə]。
2. 所有現存的鼻韻尾都還較穩定。
3. [iu]的中間無過過渡音，只用於文讀。
4. [iɛi]只用於文讀，實際音值接近[iɛe]。
5. [y]單獨作韻母時音值接近[yi]，收音時唇形已完全展開。[ya]的實際音值接近[yæ]。
6. [o][u]的唇形均不太圓，[u]單作韻母時唇齒有摩擦成分接近[vu]。

### 聲调
丹寨話有5個声调，古入聲字獨立成調。其陰平低平、陽平高降、上聲高平的聲調調型與貴陽重慶成都等川黔片西南官話有較大區別。
注：
1. 上聲實際發音起點略低，爲一微升調，接近45，簡略記作55。
2. 去聲慢讀時起點略降，近於213調，但正常語速一般爲低升調。
3. 入聲實際調值介於42和31之間。

### 音韻特點

#### 聲母特點
1. 丹寨話的[n]來自古泥母和疑母細音，[l]來自古來母，一般不混。但臻攝合口的來母泥母字均讀[n]，如：論=嫩=nən。宕攝開口三等藥韻來母字也讀[n]， 如：略=虐=nio。
2. 古遇、山、臻、梗四攝合口三等或四等的疑、影、雲、以四母字今讀[v]聲母。如：魚[vi]≠移[i]，雲[vin]≠銀[in]，月[vie]≠葉[ie]。
3. 古假、咸、山攝的日母字今讀零聲母，如：軟染惹冉=[ye],熱=[ia]。[4]

#### 韻母特點
1. 古咸山二攝開口舒聲字，一二等今讀[ia]，如：丹[tia]，簪[t͡ɕia],感[kia]，寒[çia]，班[pia]，綻[t͡ɕia]，山[ɕia]，岸[ɲia]；三四等今讀[ie]，如：便[pie]，鹽[ie]，現[ɕie]。
2. 山攝合口舒聲見系的一等字和二等字有別，一等讀[uɤ]，二等[ya]，如：官[kuɤ]≠關[kya]，完[ɣuɤ]≠頑[ɣya]。但受到周邊強勢的川黔派西南官話的影響，這種區分在新派中趨於消失。
3. 假攝開口三等麻韻章組字讀[ye]，如遮[t͡ɕye]，車[t͡ɕʰye]，蛇[ɕye]。
4. 遇攝一三等，臻攝合口一等、通攝一三等入聲，在[t]組和[t͡s]組聲母時，白讀[əu]，文讀[u]。如：賭[tu文/təu白]，卒[t͡su文/t͡səu白]，叔[su文/səu白]。[5]